# Гуго I (король Кипра)
Гуго I де Лузиньян (фр. Hugues I de Lusignan; ок. 1194 — 10 января 1218, Триполи) — король Кипра 1 апреля 1205, сын Амори (Эймери) I де Лузиньяна, короля Кипра и Иерусалима, и Эшивы Ибелин, наследница той ветви Ибелинов, что владела Бетсаном и Рамлой.

## Биография
Вскоре после рождения, в 1194 году, Гуго был обручён с Филиппой, дочерью короля Иерусалима Генриха Шампанского и королевы Изабеллы I. Целью обручения была нормализация отношений между Кипром и Иерусалимом, испортившихся в результате смещения Ги де Лузиньяна (брата Амори, отца Гуго) с иерусалимского трона. Однако в 1197 году Амори сам был выбран королём Иерусалима баронами королевства, для чего женился на Изабелле I Иерусалимской, после чего о помолвке забыли.
1 апреля 1205 года умер король Амори, после чего Кипрское и Иерусалимское королевство оказались разделены. Иерусалимскую корону унаследовала Мария Монферратская, дочь Изабеллы I и Конрада Монферратского, регентом при которой стал Жан I Ибелин, сеньор Бейрута и коннетабль Иерусалима. А малолетний Гуго унаследовал кипрскую корону, регентом при нём стал Готье де Монбельяр, который был женат на старшей сестре Гуго.
Готье оказался верным соратником молодого короля, однако при этом он использовал регентство для личного обогащения. В 1206/1207 году он организовал поход в Санталью для помощи своему сеньору Альдобрандини, которому угрожали сельджукиды. Для того, чтобы улучшить отношения с Иерусалимским королевством, Готье организовал помолвку с дочерью Генриха Шампанского и Изабеллы I, единоутробной сестрой королевы Марии. Однако для брака по неизвестной причине была выбрана не Филиппа, бывшая невеста Гуго, а её сестра Алиса. Филиппа в это время ещё не была замужем, только в 1213 году она была выдана за Эрара I де Бриенн, сеньора де Рамерю. Помолвка состоялась 5 декабря 1207 года.
Брак был заключён до сентября 1210 года в Никосии. Однако после этого Готье впал в немилость и изгнан с Кипра. Он перебрался в Сен-Жан-д’Акр, где был принят с почестями. Это изгнание ухудшило отношения с Иерусалимским королевством.
Хроника продолжателя Вильгельма Тирского показывает Гуго как жестокого и жесткого правителя, который часто впадал в гнев, однако приступы гнева продолжались недолго. Став самостоятельно править в королевстве, Гуго вскоре вступил в конфликт с папой римским Иннокентием III. Гуго попытался вмешаться в назначение епископов на Кипр, однако Иннокентий вынудил Гуго уступить. Однако преемники Гуго продолжили вмешиваться в выборы. В 1213 году Гуго вступил в конфликт с латинским патриархом Константинополя, который пожелал подчинить себе кипрскую церковь. Однако Четвёртый Латеранский собор принял решение, по которому кипрская церковь сохранила самостоятельность.
Для того, чтобы защитить Кипр от посягательств извне, Гуго способствовал созданию на острове резиденций орденов Тамплиеров и Госпитальеров.
В начале 1218 года сводная сестра Гуго, Мелисента, вышла замуж за князя Боэмунда IV Антиохийского. Вскоре после окончания празднеств Гуго I заболел и умер в Триполи 10 января. Он и был похоронен там же в соборе Госпитальеров. Впоследствии он был перезахоронен в соборе Госпитальеров в Никосии. Поскольку наследник Гуго, Генрих I, был ещё младенцем, то регентом при нём стала вдова Гуго, Алиса Шампанская.

## Брак и дети
Жена: ранее сентября 1210 года (Никосия) Алиса Шампанская (1195/1196—1246), регент Кипра 1218—1227, регент Иерусалима в 1243—1246. Дети:
- Мария (до марта 1215 — 5 июля 1251/1253); муж: с 1233 Готье IV Великий[8] (ум. 1244/1247), граф де Бриенн с 1205, граф Яффы и Аскалона (Готье I) с 1221
- Изабелла (1216—1264), регент Кипра и Иерусалима; муж: с 1233 Генрих де Пуатье[9] (ум. 18/27 июня 1276), принц Антиохийский
- Генрих I (1217—1253), король Кипра с 1218